# Усть-Ишимское сельское поселение
Усть-Иши́мское се́льское поселе́ние — муниципальное образование в Усть-Ишимском районе Омской области Российской Федерации.
Административный центр — село Усть-Ишим.

## История
Во время переписи 2002 года — Усть-Ишимский сельский округ.

## География
Усть-Ишимское сельское поселение находится в бассейне рек Иртыш, Ишим, Ашеванка.

## Население
| 2010  | 2011  | 2012  | 2013  | 2014  | 2015  | 2016  | 2017  |
| ----- | ----- | ----- | ----- | ----- | ----- | ----- | ----- |
| 5738  | ↘5710 | ↘5553 | ↘5362 | ↘5323 | ↗5342 | ↗5365 | ↘5311 |
| 2018  | 2019  | 2020  | 2021  | 2023  |       |       |       |
| ↘5275 | ↘5243 | ↘5168 | ↘4990 | ↘4880 |       |       |       |

Гендерный состав
По данным Всероссийской переписи населения 2010 года в гендерной структуре населения из 5738 человек мужчин — 2656, женщин — 3082	(46,3 и 53,7 % соответственно)

## Состав сельского поселения
| № | Населённый пункт | Тип населённого пункта       | Население |
| - | ---------------- | ---------------------------- | --------- |
| 1 | Атеринки         | посёлок                      | 38        |
| 2 | Ашеваны          | деревня                      | ↗310      |
| 3 | Летние           | деревня                      | ↘128      |
| 4 | Малая Ашеванка   | деревня                      | ↘17       |
| 5 | Тюрметяки        | деревня                      | ↘66       |
| 6 | Усть-Ишим        | село, административный центр | ↘4294     |
| 7 | Фреганка         | деревня                      | ↘14       |
| 8 | Южный            | посёлок                      | 363       |

## Достопримечательности
Близ Усть-Ишима в 2008 году была обнаружена древнейшая известная находка останков человека современного вида Homo sapiens — бедренная кость возрастом 45 тыс. лет, из которой была извлечена качественная ДНК. В ДНК усть-ишимского человека не было обнаружено генов денисовского человека, а доля неандертальских генов оказалась минимальна (как у современных азиатов). Человек из Усть-Ишима оказался обладателем Y-хромосомной гаплогруппы К*(xLT) — родительской к N, O, R, Q и минорным ветвям К*, найденным в Океании. По митохондриальной ДНК усть-ишимский палеосибиряк относится к гаплогруппе R, родительской к основным европейским гаплогруппам H, V, J, T, U и K, а также минорным ветвям R*, найденным в Океании.